# Ernst Schäfer (Politiker, 1915)
Ernst Schäfer (* 10. Juli 1915 in Saarbrücken; † 13. Januar 1973 ebenda) war ein saarländischer Politiker (FDP/DPS).

## Leben
Schäfer besuchte eine Privatschule und anschließend eine Oberrealschule. 1933 absolvierte er die Reifeprüfung und studierte Rechtswissenschaften in Freiburg, München und Würzburg. Während seines Studiums wurde er am 1. November 1935 in die NSDAP aufgenommen (Mitgliedsnummer 6.926.174). Die erste Staatsprüfung legte er 1939 beim Oberlandesgericht Karlsruhe ab, danach war er Referendar in Kenzingen. Kriegsbedingt wurde er 1943 ohne zweite Staatsprüfung zum Assessor ernannt. Bereits 1940 war er zur Wehrmacht einberufen worden. Er geriet im Mai 1945 als Oberleutnant der Reserve in Italien in englische Kriegsgefangenschaft, aus der er im September desselben Jahres entlassen wurde. In den Jahren 1947/48 arbeitete er im Saarland als Minensucher. 1950 legte er in Saarbrücken die zweite juristische Staatsprüfung ab und war danach Assessor bei der Staatsanwaltschaft. Im September 1951 trat er in den Bahndienst ein.
Schäfer gehörte der Demokratischen Partei Saar an, die später zum FDP-Landesverband wurde. Für sie war er von 1956 bis 1965 Mitglied im Landtag des Saarlandes. In den Jahren 1957 bis 1963 hatte er dort den Vorsitz der DPS-Fraktion inne.